# Poggschlag
Poggschlag (älter auch Bockschlag) ist eine Ortschaft in der Marktgemeinde Martinsberg im Bezirk Zwettl in Niederösterreich.

## Geografie
Das Dorf liegt südwestlich von Martinsberg an der Straße nach Ulrichschlag und im Ort zweigt eine Straße nach Gutenbrunn ab. Poggschlag entwässert über den Poggschlagbach, der im Hölltal in den Weitenbach einfließt. Am 1. April 2020 umfasste die Ortschaft 21 Adressen.

## Geschichte
Der Ort wird 1276 erstmals schriftlich als Pocheslage erwähnt, er gehörte damals zum Gut Ochsenstrauß das wiederum ein Lehen der Zelkinger vom Stift Melk war. 1578 ging es an die Herrschaft Pöggstall und 1780 an die Herrschaft Gutenbrunn über.
Im Eintrag der Josephinischen Fassion aus Jahre 1786/87 gab es im heutigen Ort 13 Häuser, welche die Hausnummern Poggschlag 1 bis 13 hatten.
Im Jahr 1822 wurde der Ort als Dorf mit fünfzehn Häusern genannt, das nach Martinsberg eingepfarrt war, wohin auch die Kinder eingeschult wurden. Die Herrschaft Gutenbrunn besaß die Ortsobrigkeit, besorgte die Konskription und hatte die Grundherrschaft inne. Die Landgerichtsbarkeit wurde von der Herrschaft Pöggstall ausgeübt.
In Folge der Theresianischen Reformen wurde der Ort dem Kreis Ober-Manhartsberg unterstellt und später der Katastralgemeinde Loitzenreith zugeschlagen. Im Franziszeischen Kataster von 1823 ist Poggschlag mit zahlreichen Gehöften verzeichnet. Nach dem Umbruch 1848 war der Ort bis 1867 dem Amtsbezirk Ottenschlag und danach dem Bezirk Pöggstall zugeteilt.
Nach der Entstehung der Ortsgemeinden 1849 wurde der Ort ein Teil der Katastralgemeinde und Gemeinde Ulrichschlag.
Laut Adressbuch von Österreich waren im Jahr 1938 im Dorf Poggschlag ein Gasthaus sowie einige Landwirte ansässig.
Im Zuge der Niederösterreichischen Kommunalstrukturverbesserung wurde der Ort durch die Auflösung der Gemeinde Ulrichschlag am 1. Januar 1970 ein Teil von Martinsberg.

## Persönlichkeiten
- Paul Karl Kolm (1922–xxxx), Landwirt und SS-Rottenführer bei der Wache im KZ Auschwitz, im Ort geboren